# Henry Schlegel
Henry Schlegel (* 24. Juli 1999 in Hildesheim) ist ein deutscher American-Football-Trainer. Aktuell ist er als Quarterback Coach für Nordic Storm in der European League of Football (ELF) tätig. Zuvor war er zwei Jahre lang als Offensive Coordinator bei Berlin Thunder unter Vertrag. Schlegel übernahm diese Position zur Saison 2023 und wurde damit im Alter von 23 Jahren zum jüngsten Coordinator in der Geschichte der ELF.

## Karriere
Schlegel begann seine Trainerkarriere im Jahr 2019, nachdem er zwei Jahre lang als Wide Receiver für die Hildesheim Young Invaders gespielt hatte. Nachdem er zunächst die Betreuung der Wide Receiver in der U19-Mannschaft übernommen hatte, wurde er noch in derselben Saison zum Offensive Coordinator befördert und erreichte mit der Mannschaft direkt eine ungeschlagene Meisterschaft. Zusätzlich wurde der damals 20-jährige Schlegel Assistenztrainer des Herren-Teams der Invaders und des regionalen Jugend-All-Star-Teams, den Niedersachsen Mustangs. Im Jahr 2020 setzte Schlegel seine Arbeit als Offensive Coordinator der U19 fort, während er gleichzeitig zum Linebacker-Coach des Herrenteams und Offensive Coordinator der Mustangs aufstieg. Im folgenden Jahr schloss er sich den Berlin Adler an, wo er unter Shuan Fatah als Defensive Assistant und Assistant-Linebacker-Coach tätig war. Nach seiner Zeit bei den Adlern übernahm Schlegel für eine Saison eine ehrenamtliche Rolle an der Bethune-Cookman University, einem Division-I-FCS-Programm.
Nach seiner Rückkehr nach Deutschland wurde Schlegel 2022 von Berlin Thunder als Head of Scouting rekrutiert. In der darauffolgenden Saison 2023 wurde er zum Offensive Coordinator befördert und erreichte mit dem Team erstmals in der Geschichte des Franchises die Playoffs. In der Saison 2024 führte Quarterback Jakeb Sullivan unter Schlegel die Liga in Passing Yards an, während Wide Receiver Aaron Jackson die meisten Receiving Yards der Liga erzielte und als Offensive Player of the Year nominiert wurde. Nach Ende der Saison gab Schlegel seine Trennung von Berlin Thunder bekannt und übernahm erneut für eine Saison eine ehrenamtliche Rolle bei einem amerikanischen College Football Team, diesmal bei der Alabama State University. Im Januar 2025 wurde er von Nordic Storm als Quarterback Coach angekündigt. Im Mai 2025 nahm er als einer von 25 Coaches an der National Coaches Academy der Tampa Bay Buccaneers teil.